# آورو ۵۲۳ پایک
آورو ۵۲۳ پایک (به انگلیسی: Avro 523 Pike) یک هواپیمای ساختِ کارخانهٔ آورو در کشور بریتانیا است. این هواپیما در ۱ مه ۱۹۱۶ میلادی نخستین پرواز خود را انجام داد.